# جاك كوثبرت
جاك كوثبرت (بالإنجليزية: Jack Cuthbert)‏ هو لاعب اتحاد الرغبي بريطاني، ولد في 3 سبتمبر 1987 في برستل في المملكة المتحدة.

## وصلات خارجية
- جاك كوثبرت على موقع سلسلة سباعيات الرغبي العالمية - رجال (الإنجليزية)
- جاك كوثبرت عل موقع إسبنسكروم (الإنجليزية)